# 埃塔爾環礁

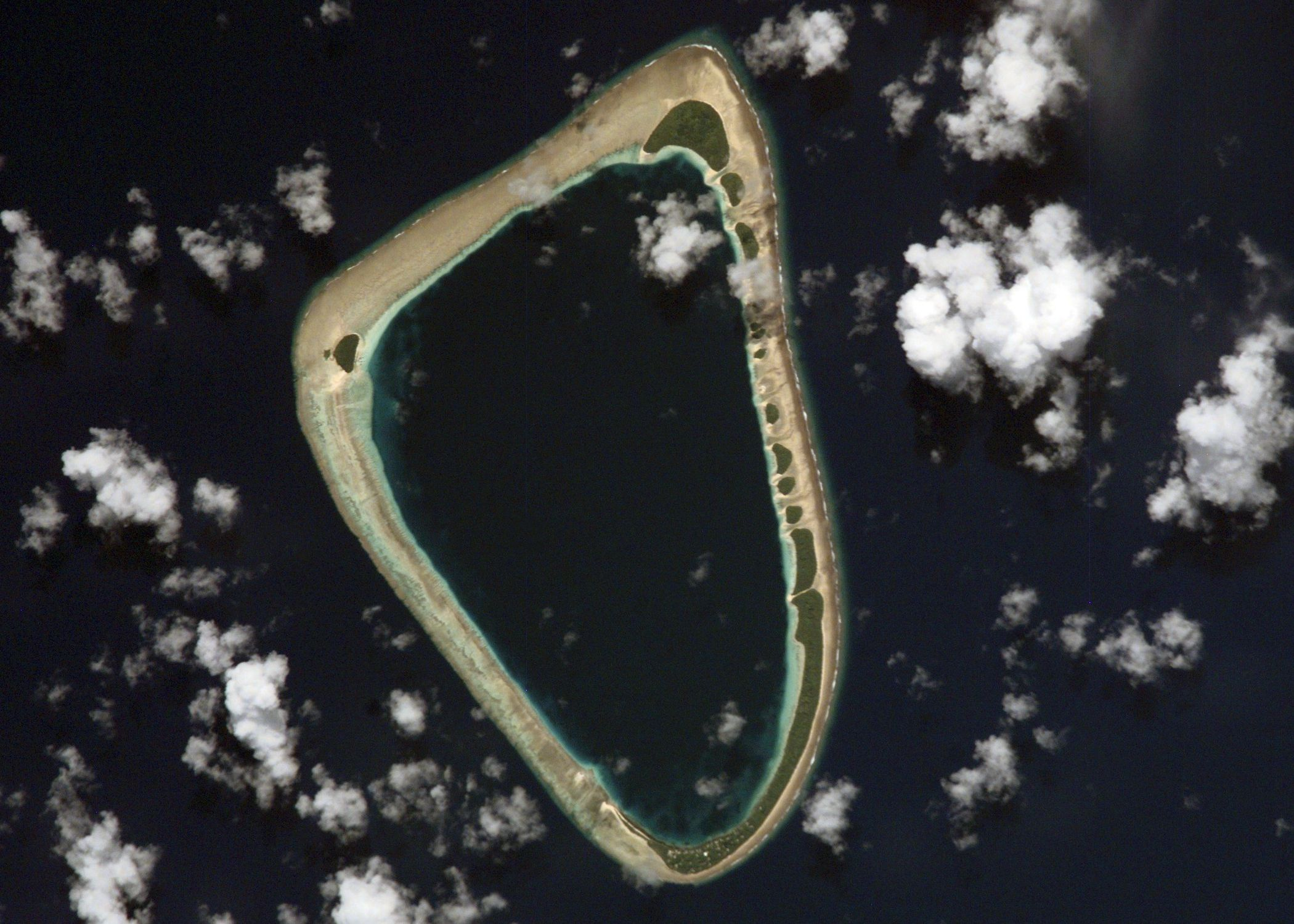

埃塔爾環礁是西太平洋島國密克羅尼西亞聯邦的環礁，屬於加羅林群島的一部分，由17個島嶼組成，長6.5公里、寬4公里，土地面積1.89平方公里，潟湖面積16.19平方公里，2000年人口267。

## 外部連結
- Report of the German South Pacific Expedition 1908-1910
- Polynesia-Micronesia Biodiversity Hotspot （页面存档备份，存于）

5°35′N 153°35′E / 5.583°N 153.583°E